# شاه مات (کتاب)
شاه‌مات نام کتابی‌ نوشتهٔ یوستین گردر نویسنده نروژی است که در سال ۲۰۰۶ میلادی در نروژ منتشر شده‌است. این کتاب منتخب کتاب‌های گردر به انتخاب خودش است. این کتاب در سال ۱۳۸۷ توسط مهوش خرمی‌پور ترجمه شد و کتابسرای تندیس آن را منتشر کرد.
یوستین گردر در این کتاب بخش‌های کوتاهی از سایر آثارش را به گونه‌ای در کنار یکدیگر قرار داده که هرکدام به صورت مستقل قابل مطالعه باشد و علاوه برآن کل کتاب به صورت یک واحد معنادار و یک‌پارچه جلوه کند. از آن‌جایی که اکثر آثار داستانی گردر در فضایی مشابه و با مضامینی تقریبا یکسان نوشته شده‌اند، این ادعای او چندان دور از ذهن نیست.

## کتاب
این نویسنده نرژوی در مقاله کوتاهی به معرفی این کتاب پرداخته و نوشته‌است: «در پاییز سال ۲۰۰۵ ناشر کتاب‌هایم به من پیشنهاد کرد برش‌هایی از آثارم را در یک کتاب جمع کنم تا در سال ۲۰۰۶ میلادی و به مناسبت گذشت ۲۰ سال از انتشار نخستین کتابم به چاپ برسد. در ابتدا دودل و مردد بودم. این کار باارزشی به نظر می‌رسید، اما انجام آن جسارت می‌طلبید. اما کمی بعد بیشتر هیجان‌زده شدم و با خود اندیشیدم شاید این‌جا چیزی باقی مانده باشد که من بتوانم دوباره آن را هدیه کنم. چیزی که بتوان با آن مفهومی سراسر جدید خلق کرد.»
در ادامه گاردر توضیح داده‌است که چگونه برآن شد تا پارگراف‌هایی از رمان‌ها و داستان‌هایش را انتخاب و بازنویسی کند که هرکدام بتوانند هم به تنهایی و هم در کنار یکدیگر معنادار و خواندنی باشند. او در این کتاب ۶۴ نوشته از سایر آثارش را جمع‌آوری کرده‌است. در انتهای کتاب هم ضمیمه‌ای درج کرده که نشان دهد هرکدام از نوشته‌ها به کدام کتاب او مربوط می‌شود.

## منبع
1. ↑  "Sjakk matt" (به نروژی). Retrieved 20 دی 1390. {{cite web}}: Check date values in: |بازیابی= (help)
2. ↑  «شاه‌مات: منتخب کتاب‌های نویسنده به انتخاب خودش». سازمان اسناد و کتابخانه ملی ایران. دریافت‌شده در ۱۹ دی ۱۳۹۰.[پیوند مرده]
3. ↑  ««شاه مات» از نویسنده دنیای سوفی ترجمه شد». خبرگزاری کتاب ایران (ایبنا). دریافت‌شده در ۲۰ دی ۱۳۹۰.[پیوند مرده]
4. ↑  "Checkmate" (به انگلیسی). Aschehoug Agency. Archived from the original on 26 February 2012. Retrieved 20 دی 1390. {{cite web}}: Check date values in: |تاریخ بازدید= (help)